# Milan Vilotić
Milan Vilotić cyr. Милан Вилотић (ur. 21 października 1986 w Belgradzie) – serbski piłkarz występujący na pozycji obrońcy. Od 2017 zawodnik Grasshoppers Zurych.